# Mohammed Qassim
Mohammed Qassim Al Bloushi (Abu Dhabi, 9 novembre 1981) è un calciatore emiratino, difensore dell'Hatta Club.